# نيوتن بوث
نيوتن بوث (بالإنجليزية: Newton Booth)‏ (30 كانون الأول، 1825 - 14 تموز، 1892) سياسي أمريكي ينتمي إلى (الحزب الجمهوري) ولد في مدينة سالم في ولاية انديانا الأمريكية تخرج نيوتن بوث من جامعة أسبوري في سنة 1841 (تم تغير اسمها إلى جامعة ديبو فيما بعد) ودرس القانون في تيري هوت أصبح نيوتم بوث حاكما على ولاية كاليفورنيا الأمريكية في 8 ديسمبر، 1871 واستمر في منصبه كحاكم على ولاية كاليفورنيا الأمريكية إلى 27 فبراير، 1875 عندما استقال لانتخابه في عضوية مجلس الشيوخ الأمريكي شغل بوث منصب عضو في مجلس الشيوخ الأمريكي ما بين 4 مارس، 1875 إلى 3 مارس، 1881 توفي نيوتن بوث في 14 تموز - يوليو من سنة 1892 في ولاية كاليفورنيا الأمريكية.